# Olaf Gudrodsson

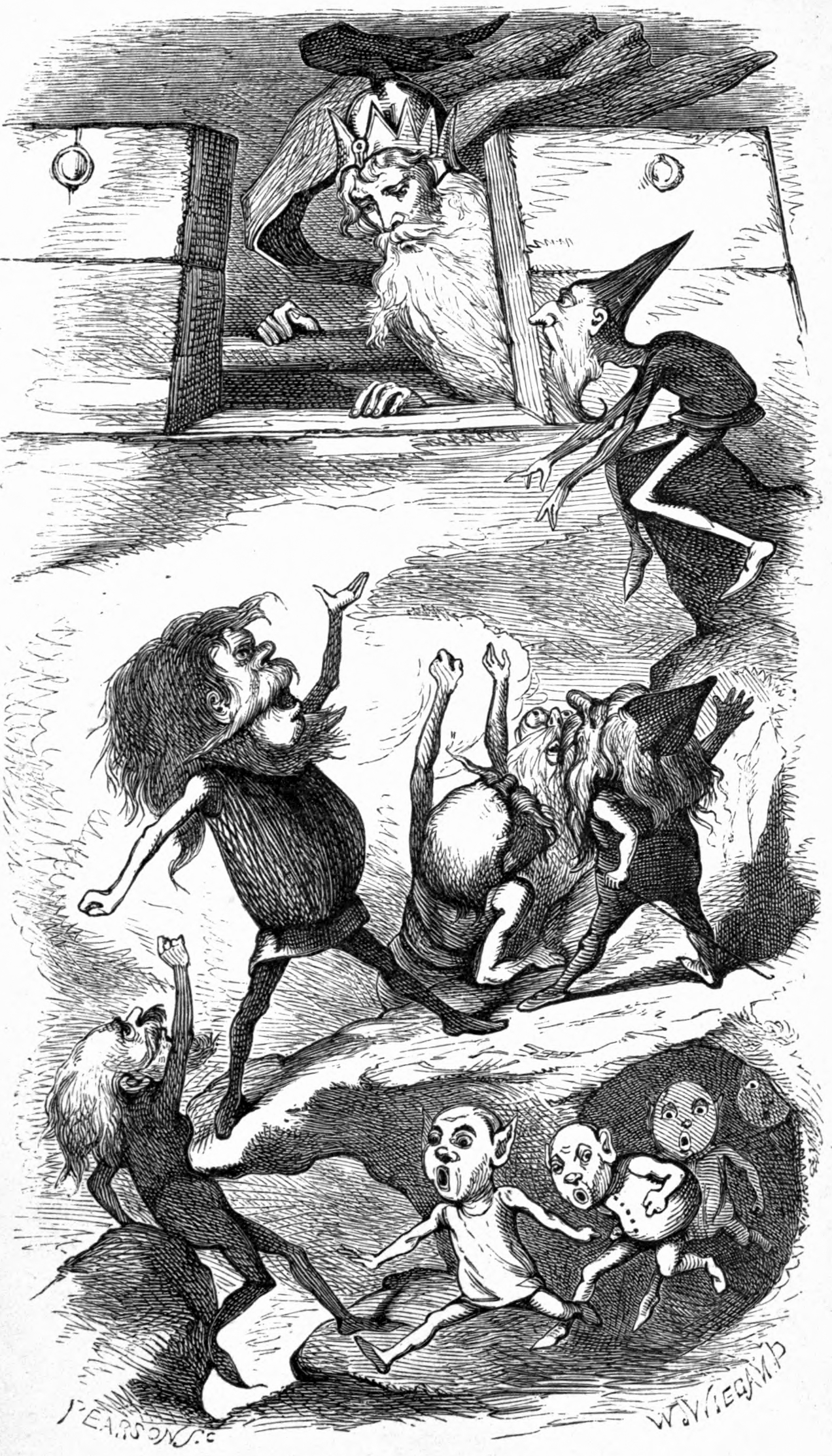
Koning Olaf en de elfen, George Paerson, 1871

Olaf Gudrodsson (geb. ca. 770), ook Olaf de Geirstad-elf, was een half-legendarische koning in Noorwegen. Hij was zoon van Gudrod Halfdansson en Alfhild, en halfbroer van Halfdan de Zwarte. Olaf wordt genoemd in de Ynglingatal.
In de tijd van Olaf was Noorwegen verdeeld in een aantal kleine koninkrijken. Olaf veroverde samen met zijn vader de gebieden ten oosten van Oslo. Na het overlijden van hun vader verdeelde hij het koninkrijk met zijn halfbroer Halfdan de Zwarte. Olaf werd koning van Vestfold en hield hof in Geirstad.
Hij is overleden na een langdurig ziekbed. Na zijn dood werd beweerd dat hij een elf zou zijn. Er bestaat een theorie dat Olaf is begraven in het Gokstadschip maar dat lijkt onmogelijk omdat onderzoek heeft uitgewezen dat de bomen waarvan dat schip is gebouwd, rond 890 zijn gekapt - dus ruim na het overlijden van Olaf.
Olaf werd als koning van Vestfold opgevolgd door zijn zoon Ragnvald, die opdracht gaf aan de skald (bard) Thjódólf van Hvinir om zijn voorouders in een gedicht te beschrijven. Dit werd de Ynglingatal. Via zijn dochter Asa en zijn kleinzoon Ragnvald Eysteinsson, was Ragnvald overgrootvader van Rollo, de stamvader van de graven (later hertogen) van Normandië.